# Ontario Hockey Association
L'Ontario Hockey Association è l'organo che governa la maggior parte delle società Junior e Senior dell'hockey su ghiaccio nella provincia dell'Ontario.  La OHA è sostenuta dell'Ontario Hockey Federation con la Northern Ontario Hockey Association.  L'OHA è composta di quattro categorie principali Junior: Tier II Junior "A," Junior "B," Junior "C," e Junior Development. Vi sono anche categorie senior: Senior "AAA", Senior "AA" e leghe "A".
Sebbene l'Ontario Hockey League fosse una volta affiliata all'Ontario Hockey Association, la divisione Tier I ("major junior") si è separata dall'OHA nell'estate 1980 e opera indipendentemente con proprie regole e politiche.

## Storia

### Fondazione
La OHA fu fondata nel 1890 per governare l'hockey dilettantistico nell'Ontario. Questa era l'idea del fondatore Arthur Stanley, figlio del governatore generale Lord Stanley. Arthur giocava per i Ottawa 'Rideau Rebels' e, in un'esibizione contro altre squadre dell'Ontario, convinse gli addetti ai lavori ad organizzare un meeting nel novembre 1890 per discutere l'idea. Così il 27 novembre al Queen's Hotel di Toronto nacque la Ottawa Hockey Association.
Il primo esecutivo era composto da:
- A. Morgan Crosby, Victoria Club, presidente,
- John Barron, vicepresidente,
- Henry Ward, vicepresidente,
- C. K. Temple, St. George's Club, tesoriere,
- C. R. Hamilton, Victoria Club, segretario

### Gli inizi
Agli inizi la OHA aveva un'unica lega di squadre senior, provenienti da Ottawa, Kingston, Toronto e London. Per i primi tre anni giocarono campionati con playoff e finali da disputarsi a Toronto. In questi tre anni gli Ottawa Capitals furono i campioni, vincitori della Cosby Cup. Nel 1894 la squadra di Ottawa e l'associazione entrarono in disaccordo sul luogo dove svolgere le finali e Ottawa lasciò la lega. Da questo scisma nacque l'Ottawa District Hockey Association.
Nel periodo 1893-1908 si sfidarono per il titolo le squadre rimaste:
- Queen's di Kingston
- Toronto Marlboros
- Toronto Wellingtons,

Con l'introduzione del professionismo nell'hockey senior sarebbe stato impossibile per i dilettanti vincere le sfide per la Stanley Cup. Dopo l'introduzione dell'Allan Cup nel 1908, le squadre della OHA avrebbero invece partecipato alla competizione. L'Ontario Professional Hockey League nacque nel 1908 per il livello senior professionistico, che avrebbe continuato a competere per la Stanley Cup. Oggi questo livello è composto dalla  'Major League Hockey' (MLH) e dalla 'Eastern Ontario Senior League'.

### Livello Junior
Nel 1892 fu introdotto un livello giovanile, da considerarsi come un più basso livello di gioco. Solo dal 1896 infatti fu posto il limite di età di 20 anni per scendere in campo. Nel 1919 nacque la Memorial Cup, inizialmente chiamata 'OHA Memorial Cup', e la prima edizione fu vinta dalla University of Toronto Schools (UTS).
Il top-level dell'hockey junior fu sotto il controllo della OHA fino al 1980, quando la Ontario Hockey League (OHL) fu fondata e si separò dalla OHA.

## Leghe
| Junior                                      |                                                                                          |
| Lega                                        | Note                                                                                     |
| Ontario Provincial Junior A Hockey League   | Una parte della Canadian Junior A Hockey League                                          |
| Greater Ontario Junior Hockey League        | Fondata nel 2007, Junior "B" Super-League                                                |
| Central Ontario Junior C Hockey League      | --                                                                                       |
| Empire B Junior C Hockey League             | --                                                                                       |
| Georgian Mid-Ontario Junior C Hockey League | Creata nel 1994 dalla fusione delle leghe Georgian Bay e Mid-Ontario                     |
| Great Lakes Junior C Hockey League          | --                                                                                       |
| Niagara & District Junior C Hockey League   | --                                                                                       |
| Western Ontario Junior C Hockey League      | Precedentemente conosciuta come Grey-Bruce league e prima ancora come Central league     |
| Southern Ontario Junior Hockey League       | Precedentemente conosciuta come Junior Development, Western D, and Shamrock D            |
| Senior                                      |                                                                                          |
| Lega                                        | 'Note                                                                                    |
| Major League Hockey                         | Senior "AAA" Hockey                                                                      |
| Eastern Ontario Senior Hockey League        | Senior "AAA" Hockey                                                                      |
| Defunte                                     |                                                                                          |
| League                                      | Notes                                                                                    |
| Big 10 Junior B Hockey League               | Sciolta nella Western league e nella Central league nel 1956                             |
| Border Cities Junior B Hockey League        | Esistita nel 1958-1964, le squadre migliori passarono alla Western league                |
| Eastern Ontario Junior B Hockey League      | 1955-1972, assorbita dalla Metro league                                                  |
| Golden Horseshoe Junior Hockey League       | 1974-2007, fusa nella GOJHL                                                              |
| Major Intermediate A Hockey League          | 1978-1983, le squadre sopravvissute passarono alla lega OHA Senior A                     |
| Metro Junior A Hockey League                | Fusa con la OPJHL nel 1998                                                               |
| Mid-Ontario Junior B Hockey League          | Fallita nel 1978                                                                         |
| Mid-Western Junior Hockey League            | 1973-2007, fusa nella GOJHL                                                              |
| Northern Junior D Hockey League             | Fallita nel 1985                                                                         |
| OHA Senior A Hockey League                  | Fallita nel 1987, inizialmente Continental Sr. A                                         |
| OHA Senior A Hockey League (1929-1979)      | Fallita nel 1979 come Canadian International League                                      |
| Quinte-St. Lawrence Junior C Hockey League  | 1980-1986                                                                                |
| Southern Counties Junior D Hockey League    | Fallita nel 1988                                                                         |
| Southern Ontario Junior A Hockey League     | Assorbita dalla OPJHL nel 1977                                                           |
| Southwestern Junior B Hockey League         | Vissuta nel 1976-1978                                                                    |
| Southwestern Senior A Hockey League         | Iniziata come Int. "B" league, fallita nel 1995                                          |
| Suburban Junior C Hockey League             | La maggior parte delle squadre passarono alla Mid-Ontario B league fra il 1968 e il 1970 |
| Western Ontario Hockey League               | 1969-2007, fusa nella GOJHL                                                              |